# Muralisme chilien
Le muralisme chilien est un mouvement pictural apparu au Chili dans les années 1930, comme émanation du muralisme mexicain.
La peinture murale se développe tout particulièrement sous l'Unité populaire (à partir de 1969) comme un art populaire et collectif, et l'un des plus remarquables du Chili.

## Historique

### Le muralisme mexicain
Le muralisme mexicain se développe au Mexique au début du XXe siècle. À la suite de la révolution mexicaine de 1910, ce mouvement prétend donner une vision de l'Histoire à toutes les composantes du peuple mexicain, par le biais d'un art naïf accessible à tous les types d'observateurs, y compris les analphabètes, en rompant notamment avec la peinture de chevalet et l'« art bourgeois »,.
Les trois artistes les plus influents associés à ce mouvement (« los tres grandes ») sont Diego Rivera, José Clemente Orozco et David Alfaro Siqueiros,. On y associe également les peintures murales des artistes mexicains Fernando Leal, Juan O'Gorman, Rina Lazo ou Ernesto García Cabral.

### Apparition au Chili

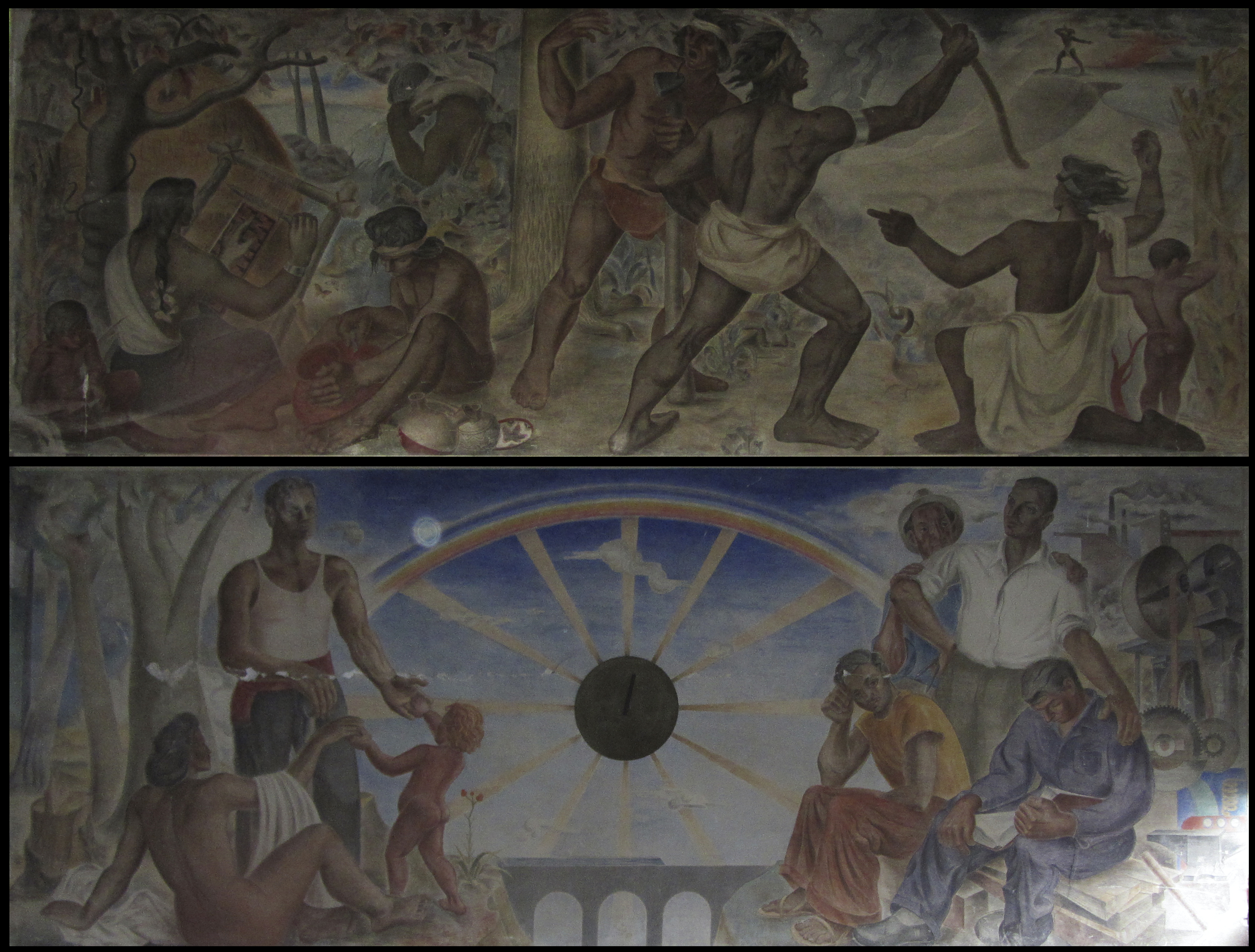
Murs gauche (en haut) et droit (en bas) de la fresque en trois parties Historia de Concepción (1943-1946).

Le muralisme apparaît au Chili dans les années 1930 avec la découverte des artistes mexicains Diego Rivera, José Clemente Orozco et David Alfaro Siqueiros. Les premiers artistes chiliens suivant ce mouvement sont Gregorio de la Fuente, Pedro Lobos et Julio Escámez. Ce dernier est choisi en 1943 parmi les étudiants de l'Académie des Beaux-Arts du peintre Adolfo Berchenko, située à Concepción, avec Sergio Sotomayor (1911-), comme assistant de la Fuente pour la prestigieuse fresque Historia de Concepción (1943-1946), située dans l'ancienne gare centrale de Concepción (es), considérée plus tard comme un « trésor du Barrio Cívico (es) » et déclarée Monument national du Chili.
Les œuvres, très illustratives, racontent le récit national dans l'espace public : on voit ainsi se développer un sentiment national qui trahit les préoccupations du peuple.

### Développement
Le muralisme resurgit au début des années 1960 avec des sujets très différents : il exprime « une profonde relation entre les mouvements sociaux, les classes populaires et l’engagement artistique » et devient très politique. Cela se traduit par l'adhésion d'une grande partie des artistes muralistes à l'Unité populaire, qui a pour but l'élection de Salvador Allende à la présidence de la République le 4 septembre 1970, et en remplacement du Front d'action populaire.

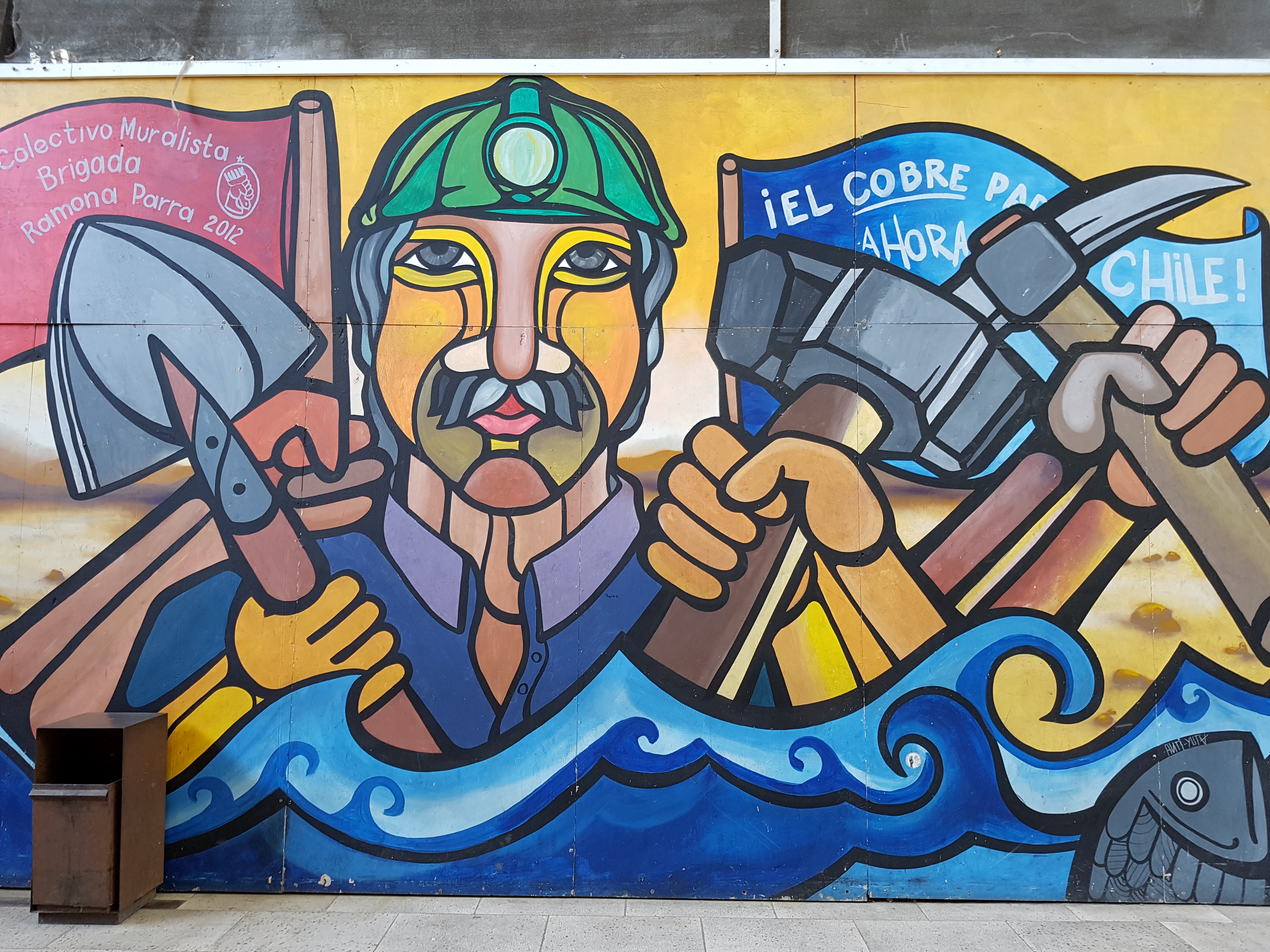
Détail de la fresque réalisée par la Brigade Ramona Parra pour le 1er festival d'intervention urbaine « Hecho en Casa », en 2012. À l'extrême gauche, une machine qui a déjà un cadavre dans ses mâchoires commence à manger tout ce qu'elle trouve sur son chemin : les prochaines victimes, si rien n'est fait pour l'arrêter, seront le pêcheur avec la nourriture de la mer, les Mapuches avec leurs symboles, l'étudiant qui veut « Une éducation d'excellence pour tous les Chiliens » et « La véritable histoire du Chili, les langues indigènes, l'éducation gratuite et inclusive, maintenant » ; le dernier est un mineur qui exige : « Le cuivre pour le Chili, maintenant ». Centre culturel Gabriela Mistral (GAM), Santiago du Chili.

Une fois Allende élu, les « brigades muralistes » poursuivent la promotion des valeurs du programme du président et se projettent dans un révolution à venir. Des brigades se constituent dans tous les bords politiques : à droite, une brigade soutien Parti national ; à l'extrême droite, une autre défend Patria y Libertad ; les plus actives et reconnues demeurent néanmoins les brigades de gauche, avec la Brigada Elmo Catalán, proche du Parti socialiste et surtout la Brigada Ramona Parra, liée au Parti communiste,.
C'est l'apogée du muralisme chilien, avec des fresques présentes partout dans les villes et les bâtiments publics. Les plus notables sont celles du Salón de Honor de la municipalité de Chillán, dont Principio y fin, réalisées par Julio Escámez ; de l'ancienne gare de Concepción par Gregorio de la Fuente ; El primer gol del pueblo chileno (1971) à La Granja, par Roberto Matta.
À la suite du Coup d'État de 1973, le muralisme redevient complètement marginal ; il resurgit dix ans plus tard pour dénoncer, résister et lutter contre la dictature militaire d'Augusto Pinochet. Les œuvres cherchent alors à éveiller les consciences, organiser une forme de révolte du peuple face à la répression et l’autoritarisme.

## Artistes représentatifs
- Gregorio de la Fuente
- Pedro Lobos
- Julio Escámez
- Alejandro « Mono » González
- José Venturelli
- Pedro Nel Gómez
- Fernando Marcos Miranda
- Fernando Daza Osorio
- Pedro Olmos Muñoz (es)

Autres muralistes chiliens :
- Laureano Guevara
- Osvaldo Reyes